# Paracyclops altissimus
Paracyclops altissimus – gatunek widłonoga z rodziny Cyclopidae. Opisał go w 1998 roku międzynarodowy zespół naukowców w składzie: Süphan Karaytuğ, Danielle Defaye i Geoffrey A. Boxshall. Miejsce typowe to rzeka Bujuku, na wysokości około 4000 m n.p.m. (Uganda).